# Lysol
Lysol (рус. Лизол) — четвёртый студийный альбом американской сладж-метал-группы Melvins, который был издан в 1992 году на лейбле Boner Records. Также известен под названиями Melvins, Untitled и Lice-all.

## Об альбоме
Boner Records запустил в печать первую партию альбома не подозревая о том, что Лизол является зарегистрированным товарным знаком. В свою очередь, компания Лизол тайно направила своего сотрудника на разведку, поскольку не была заинтересована в том, чтобы их имя было на обложке. Boner Records официально переименовал альбом, закрыв слово Lysol чёрной лентой на лицевой стороне и чернилами в других местах. Сразу после первого выпуска лента и чернила легко удалялись, и многие поклонники так и сделали. Попытка удалить ленту позже приводила к серьёзным повреждениям. Последующие выпуски не содержали слово Lysol.
Согласно официальному сайту группы, альбом был записан за период меньше одной недели. Он состоит из шести отдельных треков, которые были собраны вместе как одна «мега-композиция». Альбом содержит следующие каверы: «Sacrifice» (оригинальный исполнитель Flipper) и «The Ballad of Dwight Fry» (Элис Купер). Отмечается влияние альбома на дроун-дум и группу Sunn O))).
На обложку помещён рисунок, созданный на основе скульптуры Сайруса Даллина под названием Обращение к Великому духу. Тот же рисунок присутствует на обложке альбома The Beach Boys in Concert (1973), а также на логотипе лейбла Brother Records и на обложке альбома The Time Is Near (1970) музыканта Кифа Хартли.
Boner Records выпустил переиздание альбома на виниле в 2015 году, вместе с мини-альбомом Eggnog (1991). Название было изменено на Lice-all (рус. Вши — все), по-видимому, чтобы избежать использования товарного знака Лизол, но сохранить фонетическое сходство.

### Видеоклипы
В 1992 году был опубликован клип на песню «With Teeth».

## Список композиций
| №  | Название                                        | Длительность |
| -- | ----------------------------------------------- | ------------ |
| 1. | «Hung Bunny»                                    | 10:59        |
| 2. | «Roman Bird Dog»                                | 7:20         |
| 3. | «Sacrifice (Flipper cover)»                     | 6:07         |
| 4. | «Second Coming»                                 | 1:15         |
| 5. | «The Ballad of Dwight Fry (Alice Cooper cover)» | 3:11         |
| 6. | «With Teeth»                                    | 2:25         |

## Над альбомом работали

### Участники группы
- Дейл Кровер — ударные, бэк-вокал
- Базз Осборн — вокал, гитара
- Джо Престон — басс, бэк-вокал

### Прочие
- Джонатан Бёрнсайд — звукорежиссёр